# راتنام (فیلم)
راتنام (به انگلیسی: Rathnam) یک فیلم هندی محصول ۲۰۲۴ تامیل زبان فیلم اکشن به کارگردانی هاری است. و به‌طور مشترک توسط فیلم‌های نیمکت سنگی، استودیو زی و اوریگن تولید شده است. ویشال در نقش اصلی، در کنار پریا باوانی شانکار، ساموتیراکانی، گاوتام واسودف منون، یوگی بابو، مورالی شارما، حریش پرادی، موهان رامان و ویجایاکومار. این سومین همکاری ویشال و هاری پس از «تامیرابهارانی» و «پوجا» است.

## طرح
راتنام، سرسپردگی که برای پانیر سلوام عضو مجلس قانونگذاری (هند) در ولور کار می‌کند، از مالیگا، دانشجوی پزشکی که شباهت زیادی به مادر فقید راتنام، لوگانایاگی دارد، از تعقیب بی‌امان غارت‌بر زمین، بیما رایودو و برادرانش سوبا رایودو و راگاوا رایودو محافظت می‌کند.